# 丹弗斯 (蒙大拿州)
丹弗斯（英語：Danvers）是位於美國蒙大拿州弗格斯縣的普查規定居民點。

## 歷史
丹弗斯的郵局於1914年設立，其後於1982年停運。

## 人口
根據2020年美國人口普查的數據，丹弗斯的面積為0.70平方千米，皆為陸地。當地共有人口16人，而人口密度為每平方千米22.86人。